# Nazionale maschile di calcio del Madagascar
La nazionale di calcio del Madagascar è la squadra calcistica nazionale dell'omonima nazione africana ed è posta sotto l'egida della Fédération Malagasy de Football. I suoi giocatori sono soprannominati gli scorpioni, mentre la squadra è chiamata Barea, una specie di Zebù che compare nel logo della federazione e nell'emblema nazionale.
Non si è mai qualificato per la fase finale della Coppa del mondo, mentre ha preso parte a una fase finale della Coppa d'Africa, nel 2019, dove ha raggiunto i quarti di finale.
Nel ranking FIFA, invece, ha come miglior piazzamento il 74º posto del dicembre 1992 e come peggiore il 190º posto del marzo 2024; mentre attualmente occupa la 116ª posizione.

## Storia

### Esordi
L'esordio della nazionale malgascia risale al 1947 in una partita casalinga persa per 2-1 contro Mauritius. L'incontro rientrava nell'ambito di un triangolare con La Riunione, contro cui il Madagascar colse la sua prima vittoria di sempre (4-2) in una partita valida per il medesimo torneo. Il triangolare tra le tre selezioni si tenne ogni anno sino al 1958. Il 13 luglio 1953 il Madagascar fece registrare il più alto numero di gol in una partita della sua storia, battendo in casa la Riunione per 6-4. La sconfitta più larga nella storia del Madagascar si verificò il 31 luglio 1952 alla Riunione contro Maurizio (0-7).

### Anni 1960
Nel 1960 il Madagascar affrontò per la prima volta nazionali diverse dalle due summenzionate. L'occasione fu la partecipazione al torneo tra nazionali francofone tenuto sull'isola di Madagascar. Il 15 aprile 1960 la squadra malgascia sconfisse l'Alto Volta per 6-1. Ai quarti di finale, contro la nazionale dilettanti della Francia, giunse una sconfitta per 2-1. Il 19 aprile il Madagascar batté la Rep. del Congo per 8-1 nella finale di consolazione, raggiungendo il terzo posto nella manifestazione.
Nell'aprile 1963 il Madagascar partecipò ad un altro torneo amichevole per nazionali francofone, stavolta in Senegal. Nel girone affrontò Dahomey, Liberia e Ciad. Vinto per 1-0 contro Dahomey l'11 aprile, sconfisse anche il Ciad (2-1) il 13 aprile e la Liberia (3-1) il 15 aprile. In semifinale, il 19 aprile, fu sconfitto per 2-1 dalla Tunisia e poi perse per 4-1 contro la Francia dilettanti la finale per il terzo posto del 21 aprile, chiudendo quarto.
Nel settembre 1963 il triangolare con Riunione e Maurizio fu ripristinato dopo cinque anni. Il 15 settembre il Madagascar batté in casa la Riunione per 6-1 e il 18 settembre pareggiò per 1-1 contro Maurizio in una partita casalinga che fu sospesa.

### Anni 2000
Dal 2000 la squadra partecipa alla Coppa COSAFA, competizione riservata alle nazionali del Council of Southern Africa Football Associations.
Il 19 marzo 2008 la federazione malgascia fu sospesa dalla FIFA a causa di interferenze del governo malgascio nella gestione dell'organo calcistico nazionale.
Nella Coppa COSAFA del 2008 il Madagascar si piazzò quarto. Dopo aver vinto il girone con eSwatini, Seychelles e Mauritius, batté l'Angola Under-23, ma in semifinale fu eliminato dal Mozambico. Perse la finale per il terzo posto contro lo Zambia.

### Anni 2010 e 2020
Il 15 novembre 2011 ottenne una storica vittoria ad Antananarivo contro la Guinea Equatoriale nelle eliminatorie del mondiale di Brasile 2014.
Nel maggio 2015 nella Coppa COSAFA, in Sudafrica, il Madagascar batté Lesotho e Tanzania, poi pareggiò contro lo eSwatini. Ai quarti di finale sconfisse sorprendentemente il Ghana con un gol nel finale di Jimmy Simouri. In semifinale, tuttavia, fu sconfitto per 3-2 dalla Namibia, malgrado una doppietta di Vombola Sarivahy. Battendo il Botswana nella finale per il terzo posto fece un grosso balzo nella classifica mondiale della FIFA, salendo al 113º posto, miglior piazzamento nella graduatoria nella storia della nazionale del Madagascar.
Nella Coppa COSAFA del 2018 ottenne un altro quarto posto. Vinto il girone con Mozambico, Seychelles e Comore, batté ai tiri di rigore il Sudafrica padrone di casa, ma in semifinale cadde contro lo Zambia. Perse la finale per il terzo posto contro il Lesotho.
Il 16 ottobre 2018 la nazionale malgascia si qualificò alla fase finale della Coppa d'Africa 2019 battendo per 1-0 la Guinea Equatoriale e accedendo per la prima volta alla fase finale del torneo, in programma in Egitto. Presentatasi alla fase finale con la rosa dall'età media più avanzata del torneo, ottiene un pareggio per 2-2 contro la Guinea all'esordio, poi batte per 1-0 il Burundi e per 2-0 la Nigeria, vincendo il girone B e qualificandosi agli ottavi, dove elimina la RD del Congo ai tiri di rigore (4-2 dopo l'1-1 dei tempi supplementari), per poi essere eliminata dalla Tunisia (3-0).
Nelle qualificazioni al campionato mondiale 2022 ottiene 4 punti, grazie a una vittoria 1-0 contro la Nazionale di calcio della Repubblica Democratica del Congo e a un pareggio 1-1 contro la Tanzania, non riuscendo dunque a qualificarsi.

## Colori e simboli
Il Madagascar scende tradizionalmente in campo con una divisa in cui i colori dominanti sono il bianco, il rosso ed il verde, così da richiamare i colori della bandiera del Madagascar. Il simbolo della Federazione calcistica del Madagascar è uno zebù similmente a quanto avviene per l'emblema identificativo nazionale.

### Sponsor
| Periodo   | Fornitore |
| --------- | --------- |
| 2019-2020 | Garman    |
| 2020-     | Macron    |

## Commissari tecnici
- Peter Schnittger (1978–1985)[9]
- Justin Rasoloharimahefa (1994)
- Claude Ravelomanantsoa (?-febbraio 2001)[10]
- Vincent Randriamirado (2001)[11]
- Jeremia Randriambololona (2001)
- Hans Heiniger (2002-2003)
- Jean-Paul Rossignol (marzo 2007-aprile 2007)[12]
- Hervé Arsène (2007-2008)
- Mickael Nivoson Andrianasy (2008)
- Jeremia Randriambololona (2008)
- Jean-Paul Rabier (20 aprile 2010-23 febbraio 2011)
- Mosa (2011)
- Frank Rajaonarisamba (2011-2012)
- Auguste Raux (2012-2014)
- Frank Rajaonarisamba (2014-2016)
- Auguste Raux (2016-2017)
- Nicolas Dupuis (2017-2021)
- Éric Rabésandratana (2021-2022)
- Nicolas Dupuis (2022-2023)
- Romuald Rakotondrabe (2023-2024)
- Gilles Hugon (2024)
- Corentin Martins (2025-)

## Statistiche dettagliate sui tornei internazionali

### Mondiali
| Anno | Luogo                    | Piazzamento      | V | N | P | Gol |
| ---- | ------------------------ | ---------------- | - | - | - | --- |
| 1930 | Uruguay                  | Non partecipante | - | - | - | -   |
| 1934 | Italia                   | Non partecipante | - | - | - | -   |
| 1938 | Francia                  | Non partecipante | - | - | - | -   |
| 1950 | Brasile                  | Non partecipante | - | - | - | -   |
| 1954 | Svizzera                 | Non partecipante | - | - | - | -   |
| 1958 | Svezia                   | Non partecipante | - | - | - | -   |
| 1962 | Cile                     | Non partecipante | - | - | - | -   |
| 1966 | Inghilterra              | Non partecipante | - | - | - | -   |
| 1970 | Messico                  | Non partecipante | - | - | - | -   |
| 1974 | Germania Ovest           | Ritirata         | - | - | - | -   |
| 1978 | Argentina                | Non partecipante | - | - | - | -   |
| 1982 | Spagna                   | Non partecipante | - | - | - | -   |
| 1986 | Messico                  | Non qualificata  | - | - | - | -   |
| 1990 | Italia                   | Non partecipante | - | - | - | -   |
| 1994 | Stati Uniti              | Non qualificata  | - | - | - | -   |
| 1998 | Francia                  | Non qualificata  | - | - | - | -   |
| 2002 | Corea del Sud / Giappone | Non qualificata  | - | - | - | -   |
| 2006 | Germania                 | Non qualificata  | - | - | - | -   |
| 2010 | Sudafrica                | Non qualificata  | - | - | - | -   |
| 2014 | Brasile                  | Non qualificata  | - | - | - | -   |
| 2018 | Russia                   | Non qualificata  |   |   |   |     |
| 2022 | Qatar                    | Non qualificata  | - | - | - | -   |

### Coppa d'Africa
| Anno | Luogo                      | Piazzamento                        | V | N | P | Gol |
| ---- | -------------------------- | ---------------------------------- | - | - | - | --- |
| 1957 | Sudan                      | Non partecipante                   | - | - | - | -   |
| 1959 | Rep. Araba Unita           | Non partecipante                   | - | - | - | -   |
| 1962 | Impero d'Etiopia           | Non partecipante                   | - | - | - | -   |
| 1963 | Ghana                      | Non partecipante                   | - | - | - | -   |
| 1965 | Tunisia                    | Non partecipante                   | - | - | - | -   |
| 1968 | Impero d'Etiopia           | Non partecipante                   | - | - | - | -   |
| 1970 | Sudan                      | Non partecipante                   | - | - | - | -   |
| 1972 | Camerun                    | Non qualificata                    | - | - | - | -   |
| 1974 | Egitto                     | Non qualificata                    | - | - | - | -   |
| 1976 | Etiopia                    | Ritirata                           | - | - | - | -   |
| 1978 | Ghana                      | Non partecipante                   | - | - | - | -   |
| 1980 | Nigeria                    | Non qualificata                    | - | - | - | -   |
| 1982 | Libia                      | Non qualificata                    | - | - | - | -   |
| 1984 | Costa d'Avorio             | Non qualificata                    | - | - | - | -   |
| 1986 | Egitto                     | Non qualificata                    | - | - | - | -   |
| 1988 | Marocco                    | Non qualificata                    | - | - | - | -   |
| 1990 | Algeria                    | Ritirata                           | - | - | - | -   |
| 1992 | Senegal                    | Non qualificata                    | - | - | - | -   |
| 1994 | Tunisia                    | Non partecipante                   | - | - | - | -   |
| 1996 | Sudafrica                  | Ritirata durante le qualificazioni | - | - | - | -   |
| 1998 | Burkina Faso               | Esclusa per il ritiro del 98       | - | - | - | -   |
| 2000 | Ghana / Nigeria            | Non qualificata                    | - | - | - | -   |
| 2002 | Mali                       | Non qualificata                    | - | - | - | -   |
| 2004 | Tunisia                    | Non qualificata                    | - | - | - | -   |
| 2006 | Egitto                     | Non qualificata                    | - | - | - | -   |
| 2008 | Ghana                      | Non qualificata                    | - | - | - | -   |
| 2010 | Angola                     | Non qualificata                    | - | - | - | -   |
| 2012 | Gabon / Guinea Equatoriale | Non qualificata                    | - | - | - | -   |
| 2013 | Sudafrica                  | Non qualificata                    | - | - | - | -   |
| 2015 | Guinea Equatoriale         | Non qualificata                    | - | - | - | -   |
| 2017 | Gabon                      | Non qualificata                    | - | - | - | -   |
| 2019 | Egitto                     | Quarti di finale                   | 2 | 2 | 1 | 6:6 |
| 2021 | Camerun                    | Non qualificata                    | - | - | - | -   |
| 2023 | Costa d'Avorio             | Non qualificata                    | - | - | - | -   |
| 2025 | Marocco                    | Non qualificata                    | - | - | - | -   |

## Rosa attuale
Lista dei giocatori convocati per le sfide di qualificazione al campionato del mondo 2026 contro Rep. Centrafricana e Ghana del 19 e del 24 marzo 2025.
Presenze, reti e numerazione aggiornate al 24 marzo 2025.
| 1  | P | Sonny Laiton               | 28 gennaio 2000   | 8  | -6  | Avenir Beggen        |  |  |
| 16 | P | Geordan Dupire             | 28 settembre 1993 | 2  | -4  | Swift Hesperange     |  |  |
| 23 | P | Melvin Adrien              | 30 agosto 1993    | 26 | -35 | Thonon Évian         |  |  |
|    |   |                            |                   |    |     |                      |  |  |
| 4  | D | Tony Randriamanampisoa     | 17 luglio 1994    | 5  | 1   | Elgeco Plus          |  |  |
| 5  | D | Rajo Razafindrabe          | 23 marzo 1997     | 31 | 0   | Saint-Denis          |  |  |
| 12 | D | Mathieu Acapandié          | 14 dicembre 2004  | 1  | 0   | Nantes               |  |  |
| 15 | D | Jean Marcelin              | 12 febbraio 2000  | 2  | 0   | Beitar Gerusalemme   |  |  |
| 18 | D | Jean-Pierre Morgan         | 30 ottobre 1992   | 4  | 0   | Orléans              |  |  |
| 22 | D | Thomas Fontaine            | 8 maggio 1991     | 32 | 1   | Sochaux              |  |  |
| 22 | D | Thierno Millimono          | 16 agosto 2002    | 3  | 0   | Othellos Athīainou   |  |  |
|    |   |                            |                   |    |     |                      |  |  |
| 2  | C | Tommy Iva                  | 2 giugno 2000     | 1  | 0   | Orléans              |  |  |
| 3  | C | fabo Rafanomezantsoa       | 10 marzo 1998     | 23 | 2   | CFFA                 |  |  |
| 6  | C | Marco Ilaimaharitra        | 26 luglio 1995    | 31 | 3   | Kortrijk             |  |  |
| 7  | C | Rayan Raveloson            | 16 gennaio 1997   | 40 | 7   | Young Boys           |  |  |
| 13 | C | Baggio Rakotonomenjanahary | 19 dicembre 1991  | 10 | 2   | Sukhothai            |  |  |
| 14 | C | Clément Couturier          | 13 settembre 1993 | 6  | 0   | Villefranche         |  |  |
|    |   |                            |                   |    |     |                      |  |  |
| 8  | A | Samuel Noireau-Dauriat     | 1º gennaio 2003   | 0  | 0   | Guingamp             |  |  |
| 9  | A | Warren Caddy               | 9 aprile 1997     | 9  | 0   | Stade Lausanne-Ouchy |  |  |
| 10 | A | Njiva Rakotoharimalala     | 6 agosto 1992     | 56 | 14  | Ratchaburi           |  |  |
| 11 | A | El Hadari Raheriniaina     | 19 agosto 2006    | 40 | 11  | Paris FC             |  |  |
| 17 | A | Loïc Lapoussin             | 27 marzo 1996     | 23 | 1   | Sint-Truiden         |  |  |
| 19 | A | Hakim Abdallah             | 9 gennaio 1998    | 15 | 1   | Dinamo Bucarest      |  |  |
| 20 | A | Arnaud Randrianantenaina   | 3 gennaio 2001    | 21 | 3   | El-Gouna             |  |  |

## Tutte le rose

### Coppa d'Africa
Coppa d'Africa 20191 Dabo, 2 Andriamatsinoro, 3 Rakotoarisoa, 4 Randrianarisoa, 5 Razakanantenaina, 6 Ilaimaharitra, 7 Caloin, 8 Andrianarimanana, 9 Andriatsima, 10 Rakotoharimalala, 11 Voavy, 12 Nomenjanahary, 13 Andrianantenaina, 14 Morel, 15 Amada, 16 Randrianasolo, 17 Rambeloson, 18 Raveloson, 19 Gros, 20 Métanire, 21 Fontaine, 22 Mombris, 23 Adrien, CT: Dupuis